# Hill Top Colliery
Die Hill Top Colliery in Sharneyford zwischen Bacup und Todmorden war bis 2014 die letzte noch in Betrieb befindliche  Kohlezeche in Lancashire.

## Geschichte

### Gründung
Die Hill Top Colliery wurde 1948 zum ersten Mal eröffnet. 1948 legte das National Coal Board dort zwei schräg nach unten bis in das durchschnittlich etwa 1,40 m hohe Union-Kohleflöz führende Stollen an. Unter dem National Coal Board beschäftigte sie von 1950 bis 1965 durchschnittlich 101 Männer unter Tage und 9 über Tage. Zu ihrem Höhepunkt arbeiteten dort etwa 200 Kumpel.

### Stollen und Standseilbahn
Der steile Einfahrstollen (Intake Drift) mit einem Gefälle von 1 zu 1½ (66 %) war 78 Meter lang und der weniger steile Ausfahrstollen (Return Drift) war bei einer Steigung von 1 zu 4 (25 %) 339 Meter lang. Später war der längere Stollen insgesamt bis zu etwa 450 Meter (500 Yards) lang. Die Schienen bestanden aus L-förmigen Stahlprofilen mit einer Spurweite von augenscheinlich 3 Fuß (914 mm). Die Förderwagen der Standseilbahn hatten spurkranzlose Metall-Scheibenräder und wurden wegen der geringen Höhe auch für den Personentransport eingesetzt. Sie wurden in der Ebene von Hand geschoben und auf Gefällstrecken mit Seilwinden angetrieben. Die zahlreich vorhandenen Förderwagen wurden wohl zum Teil zweiter Hand von der stillgelegten Old Meadows Colliery beschafft.

### Mitarbeiterzahlen
Die nahegelegene Moorfield Colliery in Accrington wurde kurz nach der Verstaatlichung 1947 geschlossen, woraufhin viele der früher dort beschäftigten Bergleute in der Hill Top Colliery arbeiteten. Sie haben in knapp 20 Jahren etwa 400 Tonnen Kohle pro Woche gefördert, bevor das mächtige Union-Flöz 1966 erschöpft war. Die Kohle hatte einen vergleichsweise hohen Schwefelanteil und wurde daher vor allem an die chemische Industrie in Widnes verkauft.

### Entwässerung
Leistungsstarke Pumpen, die Tag und Nacht liefen, wurden über eine der Zeche gehörende Freileitung mit elektrischem Strom versorgt. Mit ihnen wurden pro Minute knapp 1000 Liter (250 Gallonen) aus der Hill Top Colliery über die Wasserscheide des Heald Moor ins Tal des River Irwell gepumpt und nicht über den Greens Clough in den Yorkshire Calder, was die weitaus billigere Alternative gewesen wäre.

### Vorübergehende Schließung und Wiedereröffnung
1966 wurde die Zeche geschlossen, nachdem die Kohlenvorkommen erschöpft zu sein schienen. Die Grimebridge Colliery Co Ltd, die von den Bergmännern William (Billy) Clayton und seinem Geschäftspartner Rodney Mitchall geführt wurde, erhielt die Lizenz für die Hill Top Colliery und eröffnete die Zeche aufs neue. Sie legte im Sommer 1997 zwei Stollen in ein großes Flöz zwischen den bisherigen Stollen und einem Tagebau auf dem Heald Moor an.
Die Planungsgenehmigung für das Anlegen von zwei neuen Stollen wurde im August 1989 erteilt. Der Baubeginn verzögerte sich jedoch, so dass 1997 ein Antrag auf Verlängerung dieser Genehmigung gestellt und genehmigt wurde. Im September 2005 wurde eine Genehmigung für die Fortführung des Bergbaus bis August 2011 erteilt.

### Kohlevorkommen
Die Kohlereserven erstrecken sich unter Tage über eine Arbeitsfläche von ungefähr 9 Hektar. 1997 gewährte die Kohlenbehörde eine Lizenz zur Förderung von 110.000 Tonnen Kohle. Obwohl insgesamt noch etwa 150.000 t Kohle vorhanden sind, wurden 2003 aufgrund des Mitarbeitermangels nur weniger als 50 t gefördert. Vier Kumpel, die nur vormittags in der Zeche arbeiteten, förderten bis Oktober 2011 nur 2900 Tonnen Kohle.

### Besitzerwechsel
Billy Clayton starb unerwartet am 16. Mai 2008 an einem Herzinfarkt, als er seinen Enkel zur Schule brachte. Daraufhin übernahm sein gleichnamiger Sohn Billy Clayton son den Betrieb der Zeche, bis diese 2014 geschlossen wurde.

### Sicherheitsauflagen
Im Dezember 2016 wies der staatliche Health & Safety Executive mit einer Unterlassungsanweisung auf die Gefahr von Wassereinbrüchen hin und unterbreitete einen Verbesserungsvorschlag, bezüglich der regelmäßigen fachkundlichen Begutachtung des Kompressors.

## Torfdolomiten
In Lancashire, insbesondere in der Gegend von Burnley, gibt es Torfdolomiten, die dort Burnley Bobbers genannt werden. Sie kommen besonders häufig in den Flözen der Upper Foot Mine und Lower Mountain Mine in Ost-Lancashire aber auch in den Zechen im Todmorden Moor am östlichen Rand dieses Kohlenfeldes vor. Sie führten wegen ihrer Härte oft zu Schäden an den Bergbaumaschinen sowie an den Bergeisen und den Meißeln der Presslufthämmer in den in Nord-Ost-Lancashire gelegenen Kohlezechen. In den Minen von Todmorden Moor kamen die Torfdolomiten häufig vor. Einige wurden wegen der Versteinerungen von den Einheimischen aus den Abraumhalden eingesammelt, andere sind dort noch vor Ort.